# Зоран Тошић
Зоран Тошић (Зрењанин, 28. април 1987), познат по надимку Бамби, бивши је српски фудбалер. Играо је  у везном реду на бочној позицији.

## Каријера
Фудбалом је почео да се бави у Радничком из Зрењанина. Наставио је у зрењанинском Пролетеру и Школи фудбала "Футура", а потом је играо за Младост из Лукићева.
Након одличних игара у Будућности из Банатског Двора и Банату, за услуге Тошића било је заинтересовано више иностраних клубова, нарочито након добрих игара које је приказао на Европском првенству у Холандији 2007, где је искористио прилику која му је пружена после повреде Милоша Красића.

### Партизан
У августу 2007. Зоран Тошић је потписао четворогодишњи уговор са Партизаном. Дебитовао је 11. августа против Војводине, а свој први гол је постигао против Напретка 16. септембра у победи од 3-1. У првој сезони у црно-белом дресу је одиграо 32 лигашке утакмице и постигао 8 голова и уписао 4 асистенције у сезони у којој је Партизан освојио дуплу круну.
Већ у првој лигашкој утакмици у сезони 2008/09. је постигао сјајан гол у 67. минуту за победу од 1-0 против свог бившег клуба, Баната. Десет дана касније постигао је гол из слободног ударца против Фенербахчеа у Истанбулу, али то није било довољно да се Партизан домогне најелитнијег европског клупског такмичења, јер је изгубио резултатом 2-1. Тошић је постигао гол из слободног ударца и против Темишвара у квалификацијама за Куп УЕФА у победи Партизана од 2-1. Голови из слободних удараца и из даљине, одличне игре у Партизану и репрезентацији Србије довели су Тошића у жижу интересовања фудбалске јавности.

### Манчестер јунајтед
У јануару 2009. постаје члан енглеског великана Манчестер јунајтеда, са којим је потписао троипогодишњи уговор, али није успео да се наметне менаџеру Алексу Фергусону, који није био задовољан његовим напретком, па је тада 22-огодишњи фудбалер забележио само неколико наступа за први тим тадашњег шампиона Енглеске. Дебитовао је против Тотенхема у ФА купу. Ушао је у игру у 72. минуту уместо Кристијана Роналда. Три дана касније је дебитовао у Премијер лиги на гостовању против Вест Бромвич албиона.
Од јануара 2010. наступао је у Келну као позајмљен играч до краја пролећне сезоне. Тошић је одиграо сјајну полусезону у дресу Келна (13 утакмица, 5 голова и 2 асистенције).

### ЦСКА Москва
Средином јуна 2010. прешао је у московски ЦСКА. Тачно два месеца касније је постигао први гол у дресу ЦСКА, у победи од 4-0 против Анжија. Четири дана касније је постигао два гола у квалификацијама за Лигу Европе против Анортозиса. У сезони 2010/11. је постигао још два гола у Лиги Европе: против Лозане у групној фази и против Порта у осмини финала. Гол против Лозане се нашао међу 10 најбољих голова групне фазе. Дана 14. септембра 2011. на свом дебију у Лиги шампиона је уписао асистенцију на гостовању против Лила. Дана 14. марта 2012. је постигао сјајан гол против Реал Мадрида на Сантијаго Бернабеу у реванш мечу осмине финала Лиге шампиона.
Дана 2. октобра 2013. Тошић је постигао гол и уписао асистенцију у победи ЦСКА од 3-2 у 2. мечу групне фазе Лиге шампиона против Викторије Плзењ. У наредном колу је постигао гол у поразу 1-2 од Манчестер ситија. Четири дана касније је постигао свој први хет-трик у каријери: у победи од 5-1 против Краснодара. Дана 15. маја 2014. је постигао гол против Локомотиве и захваљујући тим голом, ЦСКА је освојио титулу првака Русије.
Са московским "армејцима" је освојио три титуле првака Русије, два Купа Русије и два Суперкупа.

### Повратак у Партизан
Дана 28. августа 2017. године Тошић се званично вратио у Партизан потписавши трогодишњи уговор са клубом из Хумске. На званичном представљању на стадиону Партизана Тошић је узео дрес са бројем 7. Дана 9. септембра, на свом новом дебију, Тошић је уписао асистенцију и одиграо свих 90 минута у победи од 3-0 против лучанске Младости., а недељу дана касније је постигао и свој први гол, у победи од 3-1 против нишког Радничког. Дана 2. новембра, Тошић је постигао сјајан гол из слободног ударца у победи Партизана 2-0 над албанским Скендербегом, у 4. утакмици групне фазе лиге Европе. Након сјајне утакмице, Тошић је сврстан у идеални тим 4. кола групне фазе.

## Репрезентација
Зоран Тошић је дебитовао за репрезентацију 8. септембра 2007. против Финске у квалификацијама за Европско првенство 2008.
Дана 12. августа 2009. Тошић је постигао два гола у победи Србије 1-3 против Јужне Африке у пријатељском мечу у Преторији. То су му уједно и први голови за репрезентацију.
Тошић се нашао на списку селектора Радомира Антића за Светско првенство 2010. у Јужној Африци. Против Гане и Немачке није улазио у игру. У трећој утакмици, против Аустралије је ушао у игру у 62. минуту уместо Милоша Красића и уписао асистенцију у поразу Србије од 1-2.
Тошић је са 3 постигнута гола најбољи стрелац у репрезентацији Србије у квалификацијама за Европско првенство 2016. Постигао је гол за 1-1 у Јеревану у 90. минуту, у првој утакмици против Јерменије. Постигао је и први гол на мечу против Данске у поразу Србије од 1-3. У последњој утакмици групе И, Тошић је постигао изједначујући гол у поразу Србије 1-2 од Португала.

### Голови за репрезентацију
| #   | Датум              | Место                             | Противник     | Гол | Резултат | Такмичење                                 |
| --- | ------------------ | --------------------------------- | ------------- | --- | -------- | ----------------------------------------- |
| 1.  | 12. август 2009.   | Преторија, Јужноафричка Република | Јужна Африка  | 1–0 | 3–1      | Пријатељска утакмица                      |
| 2.  | 12. август 2009.   | Преторија, Јужноафричка Република | Јужна Африка  | 2–0 | 3–1      | Пријатељска утакмица                      |
| 3.  | 14. октобар 2009.  | Маријамполе, Литванија            | Литванија     | 1–1 | 1–2      | Квалификације за Светско првенство 2010.  |
| 4.  | 3. март 2010.      | Алжир, Алжир                      | Алжир         | 3–0 | 3–0      | Пријатељска утакмица                      |
| 5.  | 9. фебруар 2011.   | Тел Авив, Израел                  | Израел        | 1–0 | 2–0      | Пријатељска утакмица                      |
| 6.  | 25. март 2011.     | Београд, Србија                   | Северна Ирска | 2–1 | 2–1      | Квалификације за Европско првенство 2012. |
| 7.  | 6. септембар 2011. | Београд, Србија                   | Фарска Острва | 2–0 | 3–0      | Квалификације за Европско првенство 2012. |
| 8.  | 6. септембар 2012. | Нови Сад, Србија                  | Велс          | 2–0 | 6–1      | Квалификације за Светско првенство 2014.  |
| 9.  | 11. октобар 2014.  | Јереван, Јерменија                | Јерменија     | 1–1 | 1–1      | Квалификације за Европско првенство 2016. |
| 10. | 14. новембар 2014. | Београд, Србија                   | Данска        | 1–0 | 1–3      | Квалификације за Европско првенство 2016. |
| 11. | 11. октобар 2015.  | Београд, Србија                   | Португалија   | 1–1 | 1–2      | Квалификације за Европско првенство 2016. |

## Трофеји

### Партизан
- Првенство Србије (2) : 2007/08, 2008/09.[22]
- Куп Србије (4) : 2007/08, 2008/09, 2017/18, 2018/19.

### ЦСКА Москва
- Првенство Русије (3) : 2013, 2014, 2016.
- Куп Русије (2) : 2011, 2013.
- Суперкуп Русије (1) : 2014.

## Остало
Поред српског језика, Тошић говори и руски и мало мање енглески и немачки.